# سينزيا تاني
سينزيا تاني (بالإيطالية: Cinzia Tani)‏ هي كاتِبة وصحفية ومقدمة تلفزيونية إيطالية، ولدت في 5 سبتمبر 1953 في روما في إيطاليا.

## وصلات خارجية
- الموقع الرسمي